# Devoured Carcass
Devoured Carcass es el primer y único EP de la desaparecida banda de death metal, Old Funeral.
La banda estaba afrontando cambios con respecto a su anterior lanzamiento Abduction of Limbs, el bajista y vocalista Olve Eikemo había abandonado la banda para formar Immortal por lo que el encargado de las voces fue el batería Padden y el encargado del bajo fue Thorlak, que llegó a la banda con el nuevo guitarrista, Varg Vikernes.

## Lista de canciones
1. "Haunted" – 4:55
2. "Devoured Carcass" – 6:34
3. "Incantation" – 4:45

## Créditos
- Padden – Voz y batería
- Varg Vikernes – Guitarra
- Tore Bratseth – Guitarra
- Thorlak – Bajo